# شنل‌قرمزی

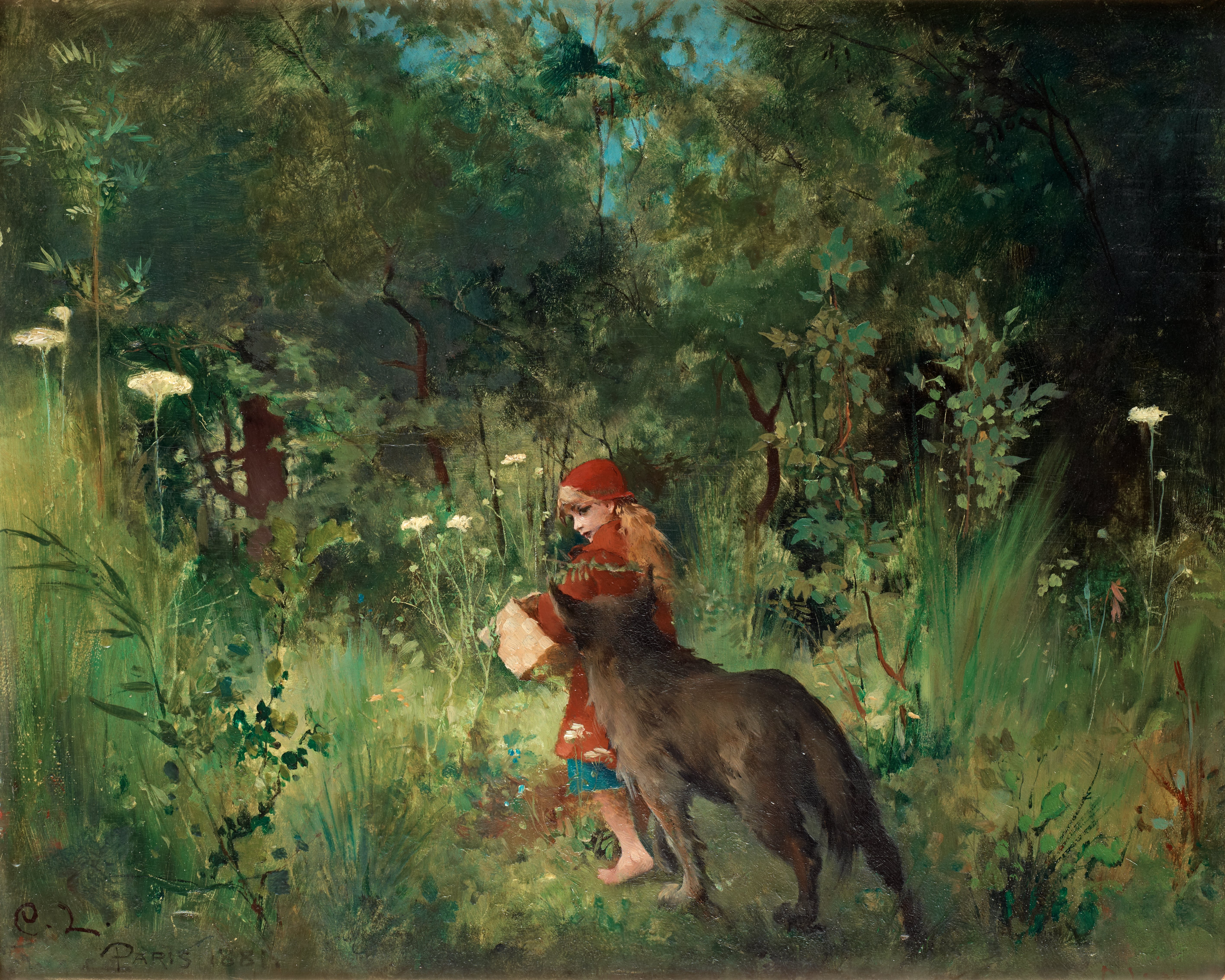
شنل‌قرمزی اثر کارل لارشون (۱۸۸۱)

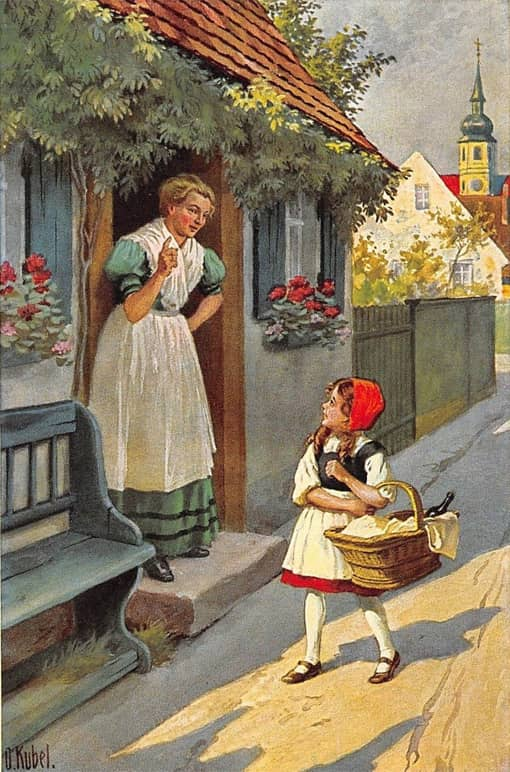
تصویر از اتو کوبل، حدود سال (۱۹۳۰)

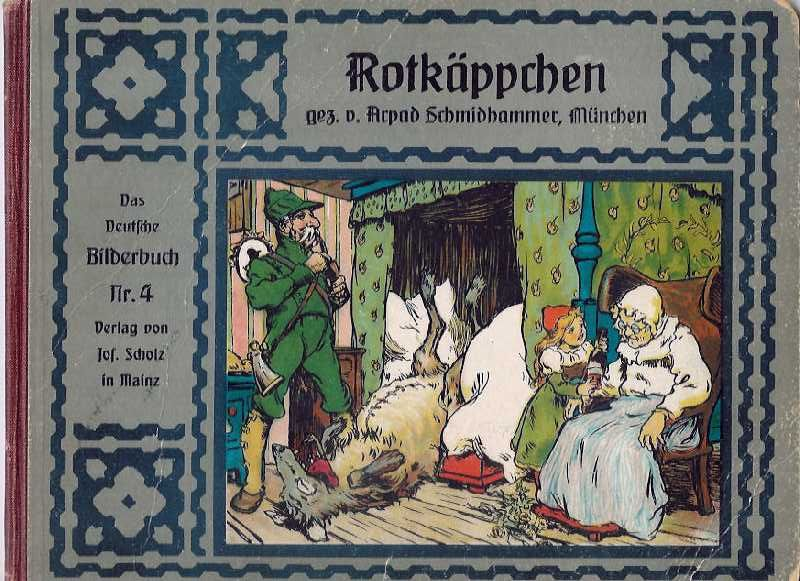
تصویر شماره ۴ از کتاب شنل‌قرمزی به زبان آلمانی

شنل‌قرمزی (به فرانسوی: Le Petit Chaperon rouge) یکی از مشهورترین افسانه‌های عامیانهٔ اروپایی است که در طی قرون، توسط نویسندگان گوناگون بازنویسی شده است. در این داستان، دخترکی با شنلی قرمز به خانهٔ مادربزرگ خود می‌رود اما در راه با گرگی مواجه می‌شود که سعی در فریب او دارد. این داستان یکی از نمادین‌ترین افسانه‌های کودکانه در فرهنگ غرب به‌شمار می‌رود. منشأ این داستان را می‌توان در چندین داستان عامیانه اروپایی قبل از قرن هفدهم پیدا کرد. داستان در طول قرون دچار تغییرات بسیاری شده و نسخه‌های گوناگونی از آن توسط نویسندگان مختلف مانند شارل پرو و برادران گریم ثبت و منتشر شده‌اند.
این قصه اول بار توسط شارل پرو نویسندهٔ فرانسوی در قرن هفدهم نوشته شد. در پایان قصه به روایت پرو گرگ شنل‌قرمزی و مادربزرگش را می‌خورد تا درس عبرتی باشد برای کسانی که با ساده‌دلی حرفهای گرگ را باور می‌کنند.
در قرن نوزدهم برادران گریم قصه را بازنویسی کردند و پایان قصه را با ورود هیزم‌شکن به صحنه و نجات دادن شنل‌قرمزی و مادربزرگش از شکم گرگ تغییر دادند.
داستان شنل‌قرمزی تم‌هایی چون خطر غریبه‌ها، بلوغ، نافرمانی و عواقب آن را بررسی می‌کند و در طول تاریخ، موضوع پژوهش‌ها و تفسیرهای فراوانی بوده است.

## ریشه‌ها و تاریخچه
ریشه‌های داستان به سنت‌های شفاهی اروپا بازمی‌گردد و در قرون وسطی در فرانسه، ایتالیا و کشورهای آلمانی‌زبان روایت می‌شده است. نسخه‌های اولیه اغلب تیره‌تر و خشونت‌آمیزتر از روایت‌های امروزی بودند. قدیمی‌ترین نسخه‌های مکتوب مربوط به قرن هفدهم میلادی هستند. نخستین نسخهٔ شناخته‌شده توسط شارل پرو، نویسندهٔ فرانسوی، در سال ۱۶۹۷ منتشر شد. نسخهٔ پرو فاقد پایان خوش بود و گرگ دختر را می‌بلعید؛ هدف اصلی داستان در این نسخه، هشدار اخلاقی دربارهٔ صحبت با غریبه‌ها بود.
برادران گریم در اوایل قرن نوزدهم نسخهٔ آلمانی داستان را گردآوری و منتشر کردند. آن‌ها پایان داستان را تغییر دادند و عنصر نجات توسط شکارچی را افزودند، که سرانجامی آموزنده‌تر و دلگرم‌کننده‌تر برای کودکان داشت.

## داستان
داستان دربارهٔ دختر کوچکی به نام شنل‌قرمزی است. دخترک از جنگل می‌گذرد تا برای مادربزرگ مریضش غذا ببرد. در نسخهٔ برادران گریم مادر شنل‌قرمزی با تأکید به او گفته بود که یک‌راست به خانهٔ مادربزرگ برود و به حرف غریبه‌ها گوش نکند.
گرگ بد گنده‌ای هوس می‌کند دخترک و غذای داخل سبد را بخورد. او مخفیانه شنل‌قرمزی را تعقیب می‌کند، گاه پشت درختان و بوته‌ها و تپه‌ها قایم می‌شود و گاه درون چاله‌ها. در نهایت گرگ به شنل‌قرمزی نزدیک می‌شود و دخترک از روی خامی مقصدش را به گرگ لو می‌دهد. گرگ به دخترک پیشنهاد می‌دهد که چند گل بچیند و برای مادربزرگش ببرد. دخترک به حرف گرگ گوش می‌دهد و از مسیرش خارج می‌شود. در این فاصله گرگ به خانهٔ مادربزرگ می‌رود و وانمود می‌کند که شنل‌قرمزی است. مادربزرگ فریب می‌خورد و در را به روی گرگ باز می‌کند. گرگ مادربزرگ را می‌بلعد. لباس خواب مادربزرگ را می‌پوشد و منتظر دخترک در تخت دراز می‌کشد.
شنل‌قرمزی به خانهٔ مادربزرگ می‌رسد و متوجه می‌شود که قیافهٔ مادربزرگش عوض شده است. دخترک می‌پرسد:
— «مادربزرگ، چه چشمان بزرگی داری!»
— «برای اینکه بهتر تو را ببینم، عزیزم.»
— «مادربزرگ، چه گوش‌های بزرگی داری!»
— «برای اینکه بهتر تو را بشنوم.»
— «مادربزرگ، چه دست‌های بزرگی داری!»
— «برای اینکه بهتر تو را بغل کنم.»
— «مادربزرگ، چه دندان‌های بزرگی داری!»
— «برای اینکه بهتر تو را بخورم!»
در این لحظه گرگ از تخت بیرون می‌پرد و شنل‌قرمزی را هم می‌خورد و همان‌جا چرت می‌زند. در نسخهٔ شارل پرو که اولین نسخهٔ منتشرشدهٔ شنل‌قرمزی است، داستان در همین‌جا به پایان می‌رسد ولی در نسخه‌های بعد ادامه پیدا می‌کند:
یک هیزم‌شکن (مطابق نسخهٔ آلمانی برادران گریم) یا یک شکارچی (مطابق نسخه‌های جدیدتر) فریادهای شنل‌قرمزی را می‌شنود و به کمک او می‌آید و با تبرش شکم گرگ را می‌درد و شنل‌قرمزی و مادربزرگش را سالم از شکم گرگ بیرون می‌آورد. آن‌ها شکم گرگ را با سنگ پر می‌کنند. گرگ از خواب بلند می‌شود و می‌خواهد فرار کند که به دلیل سنگینی شکم تلوتلو خورده و می‌افتد و می‌میرد.
هدف قصه نشان دادن تفاوت محیط امن خانه و دهکده با خطرات محیط خارج و جنگل است؛ ولی بیش از همه به کودکان دربارهٔ دردسرهای ناشی از گوش ندادن به حرف‌های والدین و اعتماد ساده‌دلانه به افراد دورو و خطرناک اخطار می‌دهد.

## نسخه‌های گوناگون
افسانهٔ شنل‌قرمزی در فرهنگ‌ها و زبان‌های مختلف اروپایی روایت شده است. برخی از این نسخه‌ها شامل تفاوت‌هایی در شخصیت‌ها، سرانجام داستان یا پیام اخلاقی آن هستند.

### شارل پرو (۱۶۹۷)
شارل پرو، نویسندهٔ فرانسوی، نخستین نسخهٔ مکتوب مشهور از این داستان را در کتاب «افسانه‌های مامان غاز» منتشر کرد. در این نسخه، داستان با خورده شدن دختر و مادربزرگ به پایان می‌رسد و نجات‌دهنده‌ای در کار نیست. پرو پیام اخلاقی روشنی برای دختران دربارهٔ اعتماد به بیگانگان ارائه می‌دهد.

### برادران گریم (قرن نوزدهم)
برادران گریم در آلمان، نسخه‌ای متفاوت و لطیف‌تر از این داستان ارائه دادند. در روایت آنان، دختر و مادربزرگ توسط شکارچی نجات پیدا می‌کنند. این نسخه به‌مرور زمان، به روایت معیار در جهان غرب تبدیل شد.

### نسخه‌های دیگر
- در نسخه‌های ایتالیایی، گرگ با حیله‌گری بیشتر نمایش داده می‌شود.
- در برخی روایت‌های شرق اروپا، مادربزرگ موفق می‌شود خود را نجات دهد.
- در نسخه‌هایی از چین، به‌جای گرگ، ببر یا موجودی افسانه‌ای ظاهر می‌شود.

## تفسیرها و تحلیل‌ها
این داستان بارها مورد تحلیل اسطوره‌شناسان، روانشناسان و فمینیست‌ها قرار گرفته است.
- تفسیر روانکاوانه: برخی مانند برونو بتلهایم داستان را استعاره‌ای از بلوغ و بیداری جنسی دختر می‌دانند. شنل قرمز نمادی از قاعدگی، گرگ نماد تهدید جنسی و سفر در جنگل نماد گذر از دوران کودکی به بزرگسالی است.
- نقد فمینیستی: برخی منتقدان از نقش منفعل دختر در برابر گرگ انتقاد کرده‌اند و این داستان را نمونه‌ای از کنترل زنان و هشدار دربارهٔ نافرمانی می‌دانند.
- خوانش اجتماعی: داستان به عنوان هشداری دربارهٔ اعتماد به بیگانگان و اهمیت پیروی از قوانین والدین تفسیر شده است.

## در اقتباس‌ها
این داستان بارها در سینما، تلویزیون، تئاتر، موسیقی، و ادبیات بازآفرینی شده است. از فیلم‌های کلاسیک گرفته تا انیمیشن‌های مدرن، شخصیت شنل‌قرمزی حضوری پررنگ در فرهنگ عامه دارد. همچنین نسخه‌های طنز، بازگویی‌های مدرن و حتی اقتباس‌های ترسناک از این داستان ساخته شده‌اند.
- در انیمیشن‌ها و فیلم‌های کودکان، معمولاً نسخهٔ گریم روایت می‌شود.
- فیلم‌هایی مانند Red Riding Hood (۲۰۱۱) نسخه‌های مدرن و تاریکی از داستان را بازآفرینی کرده‌اند.
- در ادبیات مدرن، نویسندگانی مانند آنجلا کارتر بازروایت‌هایی فمینیستی از این افسانه ارائه کرده‌اند.